# Zuénoula
Zuénoula är en ort i Elfenbenskusten. Den ligger i distriktet Sassandra-Marahoué, i den centrala delen av landet, 110 km nordväst om huvudstaden Yamoussoukro. 